# Sure Be Cool If You Did
"Sure Be Cool If You Did" é uma canção do cantor norte-americano Blake Shelton, gravada para o seu sétimo álbum de estúdio Based on a True Story....Foi escrita por Jimmy Robbins, Rodney Clawson e Chris Tompkins, enquanto que a produção ficou a cargo de Scott Hendricks.

## Antecedentes
Após ter colaborado com Aguilera na faixa "Just a Fool" do sétimo álbum de estúdio da cantora Lotus, Shelton anunciou que já estava encerrando as gravações de seu novo álbum, e que "Sure Be Cool If You Did" seria seu single de avanço para o projeto.

## Recepção

### Recepção da crítica
A canção recebeu críticas positivas dos críticos da música. Billy Dukes da Taste of Country deu a canção três estrelas, chamando-a de "relativamente normal ao lado de seus outros sucesso como She Wouldn't Be Gone e a contagiante Honey Bee" e acrescentou que a canção é feita inteiramente para "satisfazer suas fãs femininas".Matt Bjorke da Roughstock deu a canção três estrelas e meia, dizendo que "a produção de Scott Hendricks pode não ser tão inovadora, mas o seu som continua sendo agradável - embora a canção não seja feita para o mercado mainstream".

### Desempenho comercial
"Sure Be Cool If You Did" estreou no número #32 na parada da Billboard Country Airplay na semana de 19 de janeiro de 2013.Foi a segunda maior estreia da carreira de Shelton.A canção também estreou no número #44 na Billboard Hot 100 em sua semana de 26 de Janeiro de 2013, vendendo então 98 mil downloads na primeira semana de seu lançamento. Ela também estreou no número #45 na Hot Country Songs na semana de 19 de janeiro de 2013. A canção também estreou no número #43 na Canadian Hot 100, em 26 de janeiro de 2013.

## Videoclipe
O vídeo de "Sure Be Cool If You Did" foi dirigido por Trey Fanjoy, e foi lançado em Fevereiro de 2013.

## Desempenho nas tabelas musicais
| Tabela musical (2013)                        | Melhor posição |
| -------------------------------------------- | -------------- |
| Canadá (Canadian Hot 100)                    | 32             |
| Estados Unidos (Billboard Hot 100)           | 24             |
| Estados Unidos (Billboard Country Airplay)   | 1              |
| Estados Unidos (Billboard Hot Country Songs) | 1              |

| País/Associação       | Certificação | Vendas     |
| --------------------- | ------------ | ---------- |
| Estados Unidos - RIAA | Platina      | 1,362,000+ |